# Кирябинский сельсовет
Кирябинский сельсовет — муниципальное образование в Учалинском районе Башкортостана.
Согласно Закону о границах, статусе и административных центрах муниципальных образований в Республике Башкортостан имеет статус сельского поселения.

## Состав сельсовета
- с. Кирябинское,
- д. Байсакалово,
- д. Новохусаиново.

## История
Закон Республики Башкортостан от 17 декабря 2004 г. № 125-з «Об изменениях в административно-территориальном устройстве Республики Башкортостан, изменениях границ и преобразованиях муниципальных образований в Республике Башкортостан», статья 1. «Изменения в административно-территориальном устройстве Республики Башкортостан», п.29, гласит:
29. Изменить границы Белорецкого района, Николаевского сельсовета Белорецкого района, Учалинского района, Кирябинского сельсовета Учалинского района согласно представленной схематической карте, передав часть территории площадью 1978 га Николаевского сельсовета Белорецкого района в состав территории Кирябинского сельсовета Учалинского района.

## Население
| 2002 | 2009 | 2010 | 2012 | 2013 | 2014 | 2015 |
| ---- | ---- | ---- | ---- | ---- | ---- | ---- |
| 595  | ↘536 | ↘487 | ↘474 | ↗476 | ↘453 | ↘447 |
| 2016 | 2017 | 2018 |      |      |      |      |
| ↘442 | ↗448 | ↘442 |      |      |      |      |